# 高見盛精彦
高見盛 精彦（たかみさかり せいけん、1976年（昭和51年）5月12日 - ）は、青森県北津軽郡板柳町出身で東関部屋に所属した元大相撲力士。アマチュア相撲出身。本名は加藤 精彦（かとう せいけん）、愛称はカトちゃん、たかみー、角界のロボコップ。身長188cm、体重145kg、血液型はO型。得意手は右四つ、寄り。最高位は東小結（2002年9月場所、2003年11月場所）。現在は年寄・東関（八角部屋の部屋付き年寄）。
現役時代は角界屈指の人気力士であり、取組に多数の懸賞金がかけられ、多数のテレビCMに出演していた。

## 来歴

### アマチュア時代
相撲は板柳町立板柳北小学校の4年生から始めた。当時は給食とカラオケが大好きな大人しい少年で、相撲を始めたきっかけは当時いじめられっ子だった加藤少年を見かねた担任が「相撲部に入らなければ給食をおかわりさせないぞ!」と叱責したことによるものだった。以来、大相撲現役時代と同じここ一番の勝負強さで中学横綱、国体少年の部優勝、全日本選手権優勝（アマチュア横綱）の実績を重ねた。岩木山は弘前実業高校の1年先輩。中学時代、若の里、武州山は青森県で同学年の相撲のライバルだった。
板柳町立板柳中学校、青森県立弘前実業高等学校を経て日本大学経済学部へ進学。元関脇・追風海は板柳町出身の同郷で中学、大学の1年先輩にあたり、田宮啓司（後の琴光喜）とは日本大学時代の同級生である。当初は稽古や人間関係が厳しいだけでなく、食事や水、空気もなかなか合わず、上京時点で130kgあった体重が100kgを切るなど苦労があったという。当時部員が40人以上いた相撲部では同学年の田宮が1年から即レギュラーを獲得した反面、本人は最下層からのスタートだったといい、後年「田宮がうらやましかった」と述懐している。それでも大学2年の夏大会の前に上級生との稽古で3番連続で勝ったことでその上級生からレギュラーの座を譲られ、公式戦の機会を得ることとなった。
学業では琴光喜が「中国語の授業で高見盛は分かってないのに何かしら言うんですよ。でも、彼はずっと授業に出続けて単位を取った。僕は行かなくなって単位を落としました」と本人の真面目さを証言している。本人は引退会見で「学生の頃も勉強の成績は全然よくなかったし、会計もろくすっぽ理解できないと思うので、独立して部屋を持ちたいとは思いません。」と話しており、本人の名義としては初となる自伝の出版を記念したサイン会では「文章は苦手」との感想を漏らした。

### 大相撲入門後
大学卒業後の1999年3月場所に、本名と同じ加藤 精彦の四股名で幕下付出で初土俵。2000年1月の十両昇進の際に“高見盛”に改名。命名者は入門時の師匠の12代東関親方（元関脇・高見山）で、「部屋が盛んになるように」との願いを込めたという。また清酒の日本盛にもちなんでいる。
新十両を果たした高見盛は現役晩年の曙に露払い候補として指名され、曙は巡業でも持ち時間の大半を高見盛のぶつかり稽古の相手を務めるために使い、熱心に厳しく鍛えた。これが高見盛の出世を促し、曙自身も最後の活躍を果たす要因のひとつとなった。出世が早く髪の毛の伸びが追いつかず、2000年3月場所に初めて髷を結えた。2000年7月場所に新入幕を果たすが、大銀杏は2000年9月場所になってから結えるようになり、以降は念願であった部屋の横綱・曙の土俵入りで露払いを務めた。曙の引退後は、一門の横綱・朝青龍の太刀持ち又は露払いを朝青龍が引退するまで務めていた。しかし、入幕2場所目の9月場所で右膝靱帯を断裂の大怪我をし途中休場、幕内復帰まで1年半経かる事となる。 
2002年3月場所で再入幕してからは幕内に定着、5月場所頃から全国に後述のパフォーマンスが浸透し出す。7月場所で2度目の三賞、初の技能賞獲得。9月場所、貴乃花の1年4か月ぶりの復帰戦である初日の相手となる。
2003年3月場所、三役の3人に勝ち3度目の三賞。7月場所、初金星とダブル金星を獲得、2横綱2大関に勝ち初の殊勲賞獲得、4度目の三賞。9月場所、2大関に勝ち5度目の三賞。
2003年には幕内上位〜三役（小結）に定着し、大関昇進を強く期待されていた。7月場所の中日の朝青龍戦はゾーンに入って金星を手に入れたため、本人は「勝ったか、勝ったのか?」と土俵上で自分に確認していたといい、「やった!」と叫んでいたと伝わっているのはこれは誤り。2003年9月場所5日目の魁皇戦では、当時高見盛がまず使うことはないであろうとされていた「左差し」を使い、あっさり土俵外へ出す（決まり手は押し出し）。高見盛の鮮やかな勝ちっぷりはいわゆる「幻の左」と語り継がれている。が、当の魁皇は敗戦の直後憮然として土俵を下り、直後のインタビューで「けいこ場では力を出さないのに、こんな時だけ力を出す。あいつは相撲取りとして、許せない」という意味の言葉を声を荒らげながら口にした。
しかし翌11月場所前の出稽古で、朝青龍から2勝したものの、その報復ともとれる極めて危険なバックドロップのような吊り落としを受け、右差しを得意とする相撲の生命線ともいえる右肩を亜脱臼。医者から「もう治らない。ずっと痛みと付き合っていくしかない」と診断されるほどの重傷を負い、以後低迷。この影響は大きく、その後も衰えない人気とは裏腹に幕内中位が定位置となってしまい、三役に返り咲くことは二度となかった。
土俵上で肩を怒らせ、雄叫びと共に両拳を上下する仕草や島木譲二の「パチパチパンチ」のように顔や胸を叩くユーモラスな「気合入れ」がファンの人気を集め、「気合入れ」に合わせて観客から掛け声がかかるなど場内を沸かせた。初期の「気合入れ」は顔面を思いきり握り拳で叩く傾向にあったが、次第に顔面を叩くことは少なくなり叩く力も穏やかになった。現役終盤は胸を軽く叩く程度に落ち着いた。
2023年10月5日放送分の『ぽかぽか』によると、ケガからの幕内復帰場所である2002年同年3月場所では土俵上で恐怖に体が震えたため、その時に「自分の顔をぶん殴って気合を入れた」ことがきっかけだったとのこと。「痛みで闘争本能を引き出したかった」と本人は説明を続け、それが恒例の体をたたきまくるルーティンにつながったという。最初は拳で顔を殴っていたが「相撲が終わった後、頭がキンキンするようになった。だから体をたたくようになった」とも話した。
ぎこちない仕草から角界のロボコップの愛称で親しまれる（名付け親は相撲ジャーナリストの銅谷志朗で、同部屋の元横綱・曙がこれを広めた）。「気合入れ」はパフォーマンスではなく、2000年の秋場所、若の里戦でケガをした経験から、立合いでの恐怖を取り除き「二度と怪我をしないように気を引き締める」ため始めたという。テレビ番組出演時、キャスターに「今、パフォーマンスをしてください」と要求されたが、「土俵以外ではできません」ときっぱり断ったこともある。
2004年1月場所、綱取りの栃東に土を付ける。右肩の故障以降は上位からは遠ざかったものの、白鵬・琴欧洲・稀勢の里・安馬・琴奨菊・豊ノ島・把瑠都・鶴竜ら若手力士が上がってきたばかりの頃は、壁になっていた時期もあった。2005年までは名古屋場所と相性が良く殆ど好成績であり、2005年7月場所は一時優勝争いに加わっていた程。
2006年には北桜とのパフォーマンス男対決が話題となった、3月場所の初対決では負けたがその後2度目の対戦では勝った。11月場所では8場所ぶりの2桁10勝を挙げる。2007年11月場所、右足の大怪我で途中休場、5年半無休だったが十両陥落の危機になる。
2008年1月場所では十両に落ちればCM出演と懸賞を打ち切ると師匠である親方に言われたため、怪我が治りきっていない中で何とか勝ち越した。3月場所では8場所ぶりに2桁の10勝を挙げる。その後3場所連続で負け越したが11月場所で6回目の2桁10勝を挙げる。
その後も年齢的な衰えと付き合いながら2010年までは十両落ちの危機の度に踏み留まっていたが、2011年7月場所で3勝12敗と大負けを喫しついに十両に陥落してしまった。
大先輩の曙が引退・角界を去った後は東関部屋の部屋頭の地位にあり、関係者の間では潮丸とともに「2009年の師匠の東関親方の停年（定年）退職後は部屋を継いでもらいたい」との期待の声もあったが、結局、年齢や最高位は下ながら兄弟子である潮丸が現役を引退・部屋を継承することとなった。しかし、その潮丸が2019年12月13日に41歳で亡くなったため、その後は後述の通り高見盛が部屋を継承することとなった。
なお、高見盛が2007年に年寄名跡「振分」を師匠・東関親方の兄弟子である朝嵐から取得したという報道が、2008年1月24日の夕刊フジにてなされたが、武蔵川部屋の元横綱・武蔵丸が「振分」名跡を10月22日に名乗ることが日本相撲協会より発表された際の報道では、「武蔵丸が朝嵐大三郎から名跡を借りている」こととなっていた。その後、2010年4月7日付で「振分」名跡を取得したことが判明した。
2011年9月場所に十両に陥落してからは衰えが顕著になり、9場所中2場所しか勝ち越しを記録していなかった。特に巨漢や、突き押しが得意な相手には子供扱いされる場面が増えた。右肩の古傷も悪化する一方で、最後には三角筋付着部炎症に悩まされて引導を渡される格好となった。12代東関も引退直前の時期の高見盛を見て「押し相撲に弱くなった。踏ん張りがなくなってきた」と分析していた。

### 現役引退・引退後
2013年1月場所は幕下陥落の危機が囁かれる中で土俵に上がり、肩の故障を抱えながら奮闘したものの、12日目に9敗目を喫した時点で幕下陥落が決定的となった。そして千秋楽に若荒雄を下して5勝10敗として有終の美を飾り、現役引退を表明した。会見では引退の理由について、「自分の体が結構ぼろぼろになっている」などと述べた。同日付で年寄・振分を襲名した。
引退相撲・断髪式は2013年10月6日に両国国技館で行われ、断髪式ではやくみつる、中尾彬、白鵬翔ら角界・芸能界の著名人が大銀杏にはさみを入れた後、入門時の師匠である12代東関・高見山が最後に大銀杏を切り落とした。
2017年3月場所は場所を休場した陣幕（元幕内・富士乃真）の代役として初めてとなる勝負審判を務めた。しかし9日目には、最初の2番こそ協議の説明をきちんと行えたが、3度目に物言いが付いた琴太豪-千代嵐戦では「両者の体が…」と言った後に、通常なら「落ちるのが同時と見て取り直しにします」と続けるところだが「が…と…ど……」と次の言葉が出てこない。向正面の錣山（元関脇・寺尾）が「落ち着け」と言わんばかりに、両手を下げるポーズを取り、ようやく「土俵の外に出ており取り直しにします」という表現で終えた。
2017年8月、板柳町のりんごの里板柳応援大使に就任。
2018年3月28日に審判部に配属され、審判委員を務める。また社会貢献部の一員として、本場所前に国技館周辺の清掃活動にも参加している。
2019年12月13日に、2009年6月から部屋の師匠を務めていた13代東関（元幕内・潮丸）が2019年12月13日に41歳で死去。「自分より強い人が何で急に体調を悪くするのか。信じられない」とコメントしており、師匠不在となった東関部屋は八角部屋に一時預かりとなった。
本人は引退会見で「部屋持ちになるつもりは無い」と話していたが、その後、13代東関の遺族と高砂一門内での話し合いにより東関部屋を継承することが2020年1月30日に報じられた。同月30日の相撲協会理事会で継承が承認され、12代・13代東関と同じく「東関大五郎」を名乗ることになった。同日に両国国技館で行われた師匠会に初めて参加し、「いろいろ考えた。自分が親方として相撲を教えるだけじゃなく相撲がダメになったとしても第二の人生を考えてやらないと。正直、今も落ち着かなくてドキドキしている」とその重責への思いを明かしている。
一部報道では、14代東関は自分の純粋過ぎる性格を自覚しているからこそ部屋経営には乗り気でなかったが、2016年に町興しの一環として部屋が葛飾区に移転したばかりである以上部屋継承を引き受けないわけにはいかず最終的に継承に至った、という分析がされている。
元々1年間の暫定措置という約束で師匠就任を引き受けたが、実質的な13代東関の後継者が就任する見通しが立たなかったため、2021年3月場所を最後に東関部屋が八角部屋に吸収合併される可能性が高いと同年3月場所前に報じられた。14代東関は日本相撲協会を通じて出したコメントでは「部屋の力士たちにとって、よりよい稽古環境などを求め、八角理事長に相談させていただき、3月場所を最後に東関部屋を閉鎖して力士たちと八角部屋に転属させていただく決断をしました」などとしており、所属する力士たちとともに4月1日付で八角部屋に移籍、部屋付き親方として指導に励むという。
2021年3月場所中、継承の話が出ていた2020年1月場所中、理事長がバックアップを約束して説得していたと報道されている。理事長が説得してやる気になったかと思えば「やっぱり無理です……」と理事長室へ通う状況となっていたという。部屋の師匠を務めていた1年の間は通いの形で指導をしており、ただ稽古を見守ってから弟子ともちゃんこを囲まずにすぐ帰っていたと後援会関係者がコメントしている。
週刊誌によると、部屋閉鎖の際に事情を知るある親方が「彼はいわば、超個人主義。極端に言えば他人に興味がなく、協調性に欠けるタイプです。現役時代から面倒見もよくなかったので、後輩から慕われているという話も聞いたことがない。高見盛はそんな自身の性格を自覚していることもあって、最初から『自分に弟子は育てられない』と固辞していた。1年限定と条件をつけたのも、妥協の産物です」と語っており「現在の東関部屋は土地は葛飾区から借りているが、上物は先代師匠の遺族の持ち物。高見盛も彼らに家賃を払っていた。潮丸の遺族と今の部屋に問題が生じていたわけではありませんが、部屋の所有権が先代側にある場合、トラブルが起こりがちなんです」と閉鎖に至った事情を説明していた。
同年3月12日に、13代おかみがブログで経緯説明を行った。それによると、13代死去の後、部屋の力士たちと個人面談を行ったところ、力士たちが残留を望んだという。そのため話し合いを重ね、マネージャーと13代おかみがサポートをしていたが、暫定期間の1年間をコロナに翻弄されるかたちになってしまった。事務・経理の手続きが進まず、また引退する力士のペースとスカウトのペースのバランスが取れなくなってきたことなどの問題が出てきて、さらに14代が師匠としての悩みを一人で抱え込んでしまったことがうかがえ、マネージャーとでは支えきれなかったと述べている。
2021年3月場所10日目、幕下の東照山 - 千代の勝戦に物言いが付いた際、「軍配通り」という協議結果であったところ「両者同体で取り直し」という内容に言い間違え、15代浅香山に促されて訂正した。
2021年7月場所の番付から、年寄名を「東関大五郎」から「東関精彦」に改名した。「東関大五郎」は12代東関時代から代々受け継がれていた年寄名であったが、下の名を自身の本名に改めた形になった。
2024年4月11日に兄弟子の曙が死去。最後に会ったのは、元潮丸の東関親方の通夜の時だったという。気が小さい自分を稽古付けてくれた故人を偲び、元潮丸に続いて出身部屋の兄弟子が死去したことを悲しんだ。

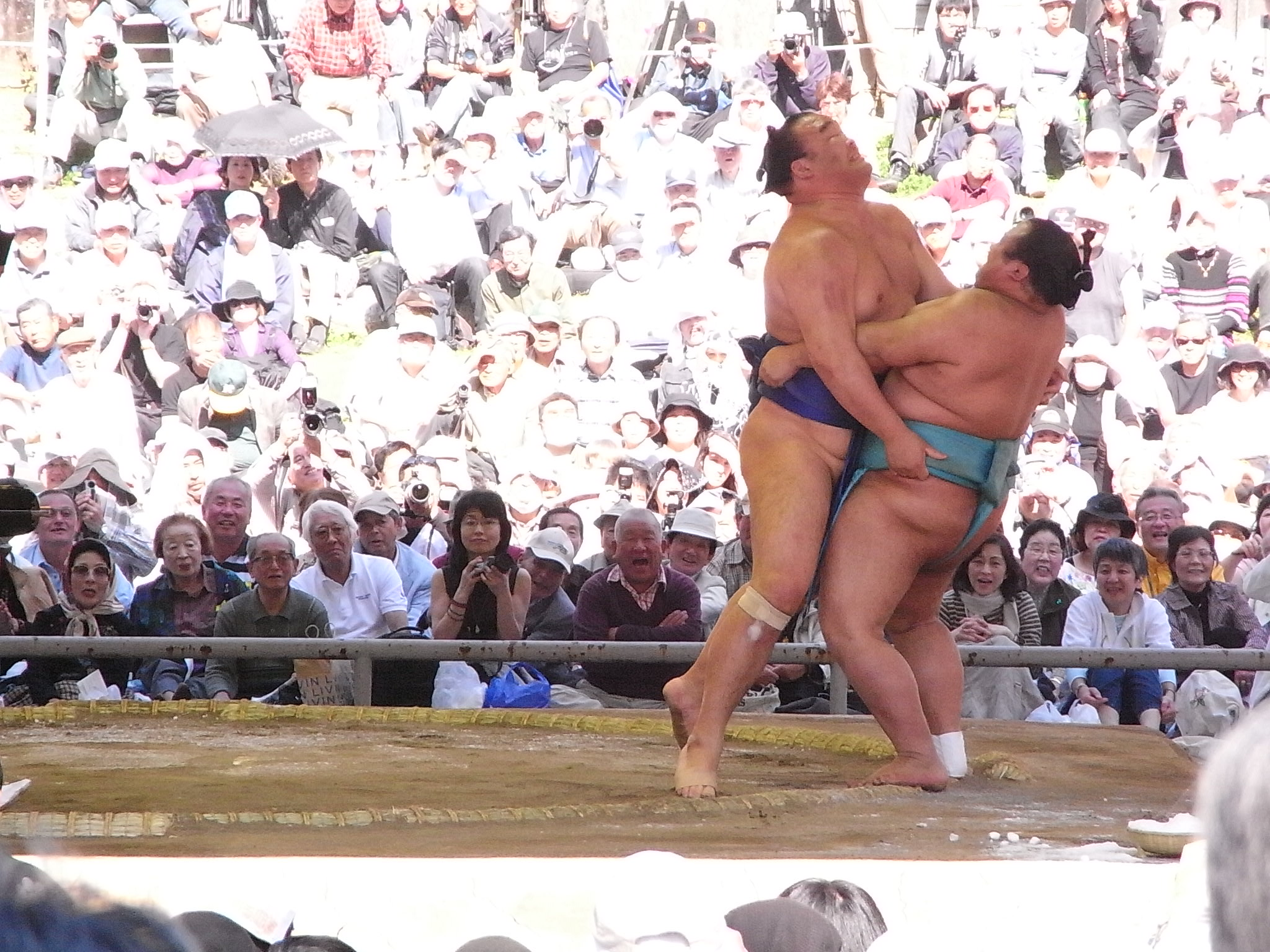
靖国神社奉納大相撲（2009年4月10日撮影）
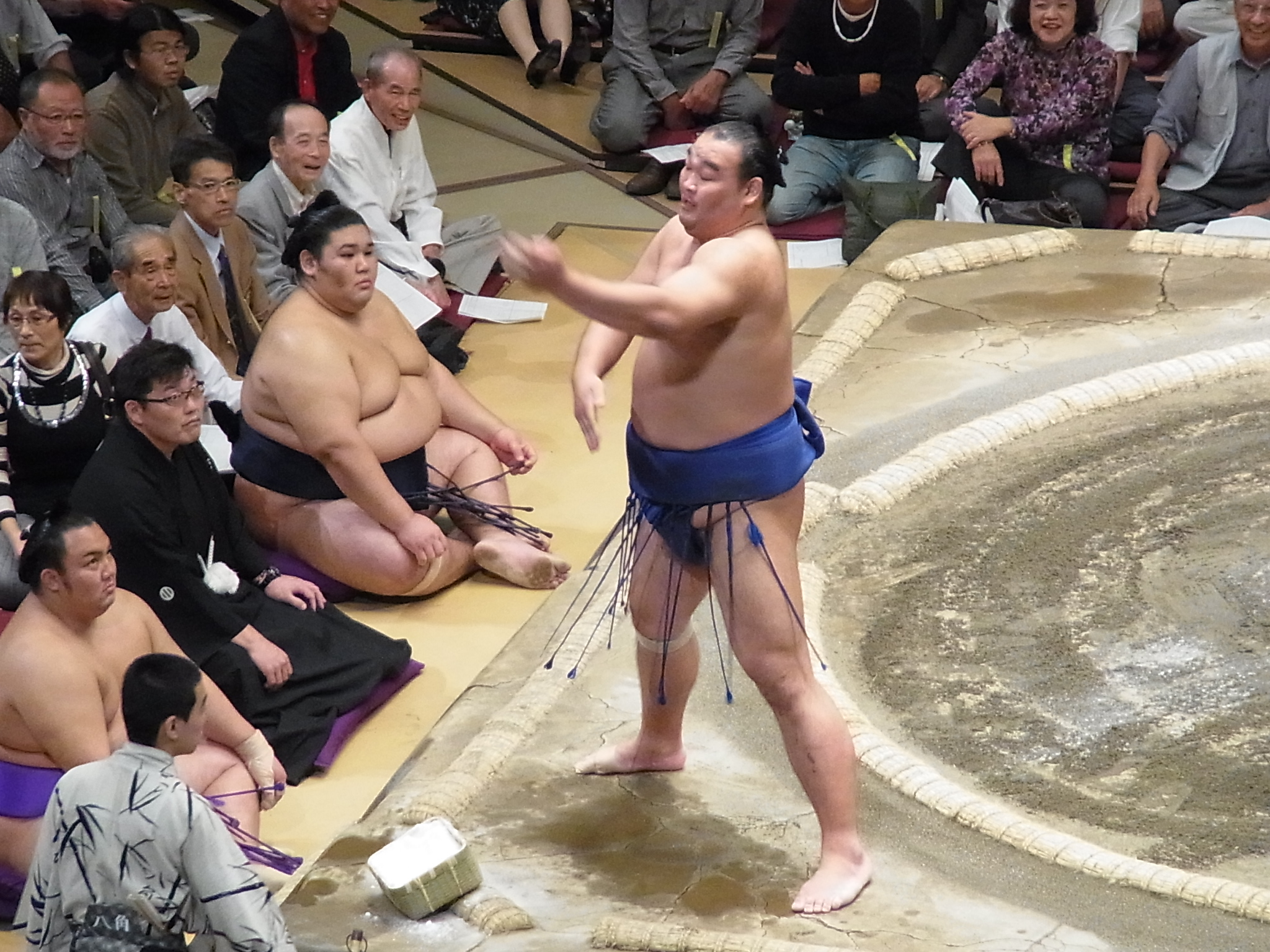
明治神宮例祭奉祝 奉納70回全日本力士選士権大会（2011年10月3日撮影）
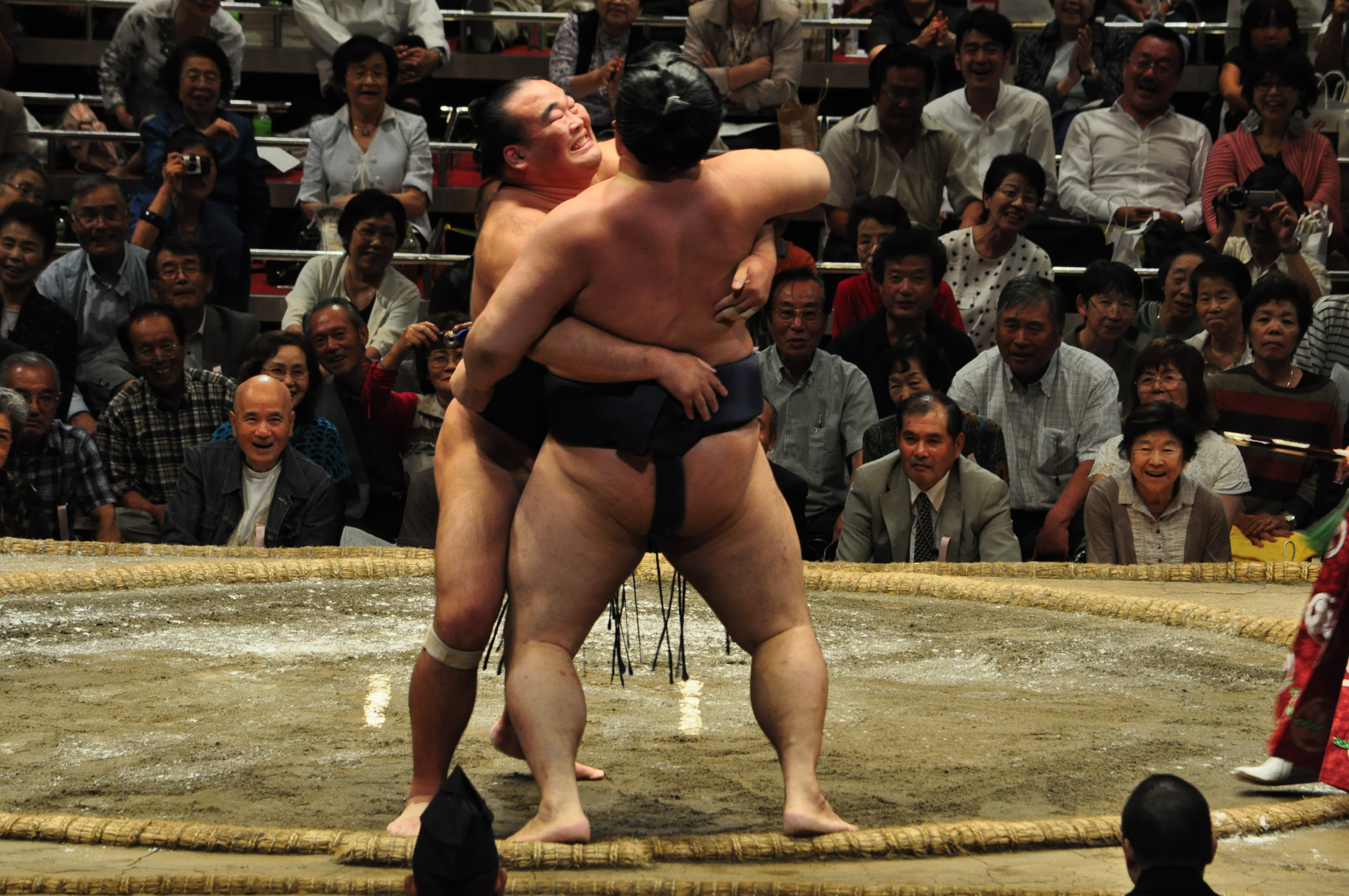
平成24年9月場所（2012年9月30日撮影）
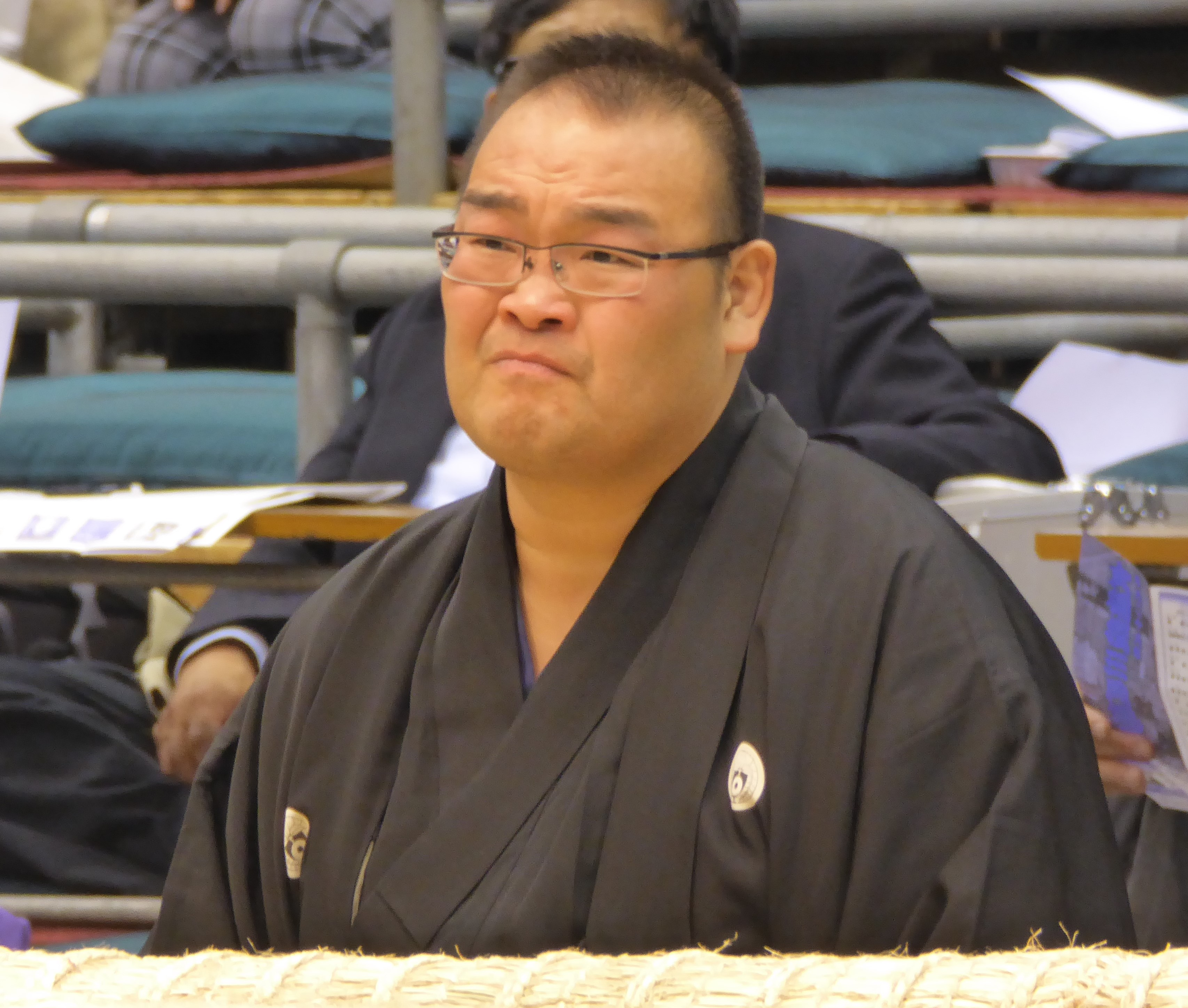
平成29年3月場所（2017年3月17日撮影）

## 取り口
- 右を差して腕（かいな）を返し、胸を合わせて一気に寄る速攻を得意とする。とりわけ右のかいなを返す型は角界随一の威力があり、兄弟子の潮丸も「盛（高見盛）の右が少しでも入ったら身体が浮き上がった」と証言している。鉄砲柱に肩から当たることで右差しの威力を鍛えたという[43][注釈 6]。曙の現役時代はぶつかり稽古の代わりに曙を相手に右を差して腕を返して前に走る稽古を行い、曙の現役最末期には稽古で胸を出す曙すら浮かせた。これは頭からぶつからない相撲を取るために押せない高見盛に対して曙が配慮してやらせた稽古であった[44]。下位に低迷するようになってからは左を差す形にも進境が見られ、左四つになることも多かった。
- 身体が柔らかく、また背筋が強く、土俵際で体がしなり体を入れ替えるなどして逆転勝ちを収めることが多かった。そのため一部では「土俵際の魔術師」と呼ばれることもあった。また、後ろ向きになったときに身体を半回転させて有利な体勢に持ち込んだり、立合いで動かれても対応するなど俊敏さも見られた[2]。
- その一方上体が硬く、さらに体が比較的軽かったために、突き押し相撲に弱かった。さらに顎が上がる癖があり、それがますます相手の突き押しを呼び込んだ。

## 合い口
- 元横綱・貴乃花には1敗。
- 元横綱・武蔵丸には1勝4敗。2003年7月場所で、金星を獲得した。
- 元横綱・朝青龍には1勝10敗。2003年7月場所で、金星を獲得した。
- 元横綱・白鵬には1勝5敗。白鵬の大関在位中は1敗、横綱昇進後も1敗。
- 元横綱・日馬富士には4勝3敗。いずれも日馬富士の大関昇進前の対戦である。
- 元横綱・鶴竜には5勝2敗。いずれも鶴竜の大関昇進前の対戦である。
- 元横綱・稀勢の里には2勝5敗。いずれも稀勢の里の大関昇進前の対戦である。
- 元大関・貴ノ浪には大関陥落後に対戦して、3勝3敗。
- 元大関・千代大海には3勝9敗。最後の勝利は2004年5月場所で決まり手は、寄り切り。
- 元大関・出島には大関陥落後に対戦して、7勝9敗。
- 元大関・武双山には3勝5敗。最後の勝利は2003年7月場所で、決まり手は送り出し。
- 元大関・雅山には大関陥落後に対戦して、10勝15敗。
- 元大関・魁皇には3勝6敗(不戦勝1を含む)。最後の勝利は2007年7月場所で、決まり手は寄り切り。
- 元大関・栃東には3勝7敗。栃東の大関在位中は3勝6敗。最後の勝利は2005年9月場所で、決まり手は掬い投げ。
- 元大関・琴欧洲には6戦全敗。琴欧洲の大関在位中は2敗。
- 元大関・琴光喜には3勝7敗。いずれも琴光喜の大関昇進前の対戦である。
- 元大関・把瑠都には5戦全敗。いずれも把瑠都の大関昇進前の対戦である。
- 元大関・琴奨菊には5勝6敗。いずれも琴奨菊の大関昇進前の対戦である。
- 元大関・豪栄道には8戦全敗。いずれも豪栄道の大関昇進前の対戦である。
- 元大関・髙安には髙安が新入幕の時に対戦して1敗。
- 元大関・栃ノ心には4勝1敗。いずれも栃ノ心の大関昇進前の対戦である。

## エピソード

### 土俵関連
- 千秋楽を7勝7敗で迎えることが非常に多く（場所別成績の項を参照）、特に2006年以降ではほぼ2場所に1回の割合であった。このため、NHKの実況アナウンサーや、解説者の北の富士勝昭らに「もはや恒例ですが」などと言われていた。2007年5月場所の時点では直近10場所中7場所も7勝8敗に終わっていたため周囲から「7勝大王」と呼ばれていた[45]。
- 人気力士のため土俵に上がったときに観客からものすごく歓声が挙がることが常だったが、「土俵に上がったときは極度に緊張しているので、土俵と行司と対戦相手以外は目に見えなくなるし、歓声も全く耳に入らなかった」という。
  - 華王錦の証言によると部屋の関取であった高見盛はいわゆるゾーンという状態に入ることで本場所での勝利を掴む力士であり、集中力を高めるために余計な情報を遮断するという。おおむね、「翌日の対戦相手を知ろうとしない。当日に取組表を見て分かる。それまでに教えようとすれば『ワーッ』と叫んで聞こうとしない。耳栓したりわざとトイレに行ったりして情報をシャットアウトする」とされている[4]。
- 2007年3月23日、3月場所13日目の対時天空戦において、時天空の右張り手（すこしビンタに近い）を何発かくらい、最後は切り返しによって敗れた。花道を去ってゆく際、思わず「あの野郎…」ともらしていた。

### タニマチ・懸賞金関連
- 現役時代、取組には常に多数の懸賞金がかけられた角界屈指の人気力士だった。1場所で獲得する懸賞金の額は横綱・大関には及ばないものの、平幕ではトップクラスで、調子がいい場所では常に上位にランクされた。また、アサヒビールの発泡酒、永谷園、日本盛、全日空のCMにも出演した[注釈 7]。そのため高見盛は引退直前の時点で大金を所有しており1億5000万円程度する年寄名跡を現金で簡単に取得できた。角界において彼を凌ぐ金持ちは白鵬ぐらいなものとまで言われる。
- 勝った時は、反り返るほどに胸を張ってずんずんと、逆に負けたときは肩を落とし、しょんぼりと花道を退くという好対照な姿は、自身が出演していた永谷園のCM映像にも取り入れられていた。

### その他相撲関連
- 気の弱い性格で、高校時代は後輩にもいじめられた。恩師の著書では「泣き虫」と評され、引退に際して岩木山にも高校時代の様子を「稽古で勝てなくて泣いて。要領悪くて人より行動が遅れて泣いて」と具体的に証言されている[4]。
- 「稽古場序二段」の異名を部屋の兄弟子である曙から与えられるほど稽古場では弱く、母親も角界入り前の様子について「普段は（相撲）部員と10回やって10回負けるんだけど、大会に行けば勝ってくる。本番だから勝つとか、練習だから手を抜くとかでなく、そういう器用な子でない。親でも不思議です」と答えたことがある[4]。角界入り後もその落差については周囲の理解を得るに至らず、上記のように魁皇からは「相撲取りとしてあるまじき稽古のやる気の無さ」として非難された。
- 足腰のケガは少ない方であったにもかかわらず四股も股割りも満足にこなすことができないほど下半身が硬く、関ノ戸は高校時代の高見盛について「股割りができなくて、1回無理やり背中を押したら、足が反対（逆ハの字）を向いて驚いた。腕立て伏せも高1のときは7回しかできなかった」と証言している[1][4]。
- 取り組み後引き上げた花道の奥で必ずといっていいほど付き人と話を交わしていた。
- 2007年9月場所11日目に、豪栄道-豪風戦の取組前で、突如大量のビラ[注釈 8] を持ちながら土俵に上がろうとした女性客を、西土俵下で控えていた高見盛が錦戸審判委員（元水戸泉）らと共に、慌ててその女性を引き摺り下ろすという事件があった[注釈 9]。
- その人気ゆえにファンサービスを求められることも多かったのだが、本場所や巡業等では他の力士と異なりサイン、握手、記念撮影などは滅多に行わないことで有名であり（付き人に手を払いのけさせたり、子供が駆け寄っても目もあわせずに無視して逃げることもあった）、2009年1月場所前の力士会において朝青龍等複数の幕内力士が苦言を呈す場面もあった。ただし、本人曰く「緊張で周囲の事に注意が向いてなかった」らしい。
- 若いころは闘志を出すためにえんじ色の廻しを締めて相撲を取っていたが、晩年は「冷静さも必要」と一貫して青色の廻しで相撲を取っていた。
- 大相撲八百長問題に際して週刊ポスト2011年3月18日号に掲載された記事には日馬富士の元付け人・雷鳳が「2011年1月場所の番付に四股名を記載された幕内力士の中で確実にガチンコと呼べるのは4人だけだ」と語り、その1人として高見盛が名指され評価された[注釈 10]。実際に、特別調査委員会からは通帳と携帯電話の提出を免除され、無条件で八百長に関与していないことを認定された。このように、高見盛は八百長に無縁の力士として各方面から完全に信頼されている力士であったといえる。
- 2011年9月場所後、監察委員を務めていた13代鳴戸から「これからどうするんだ」と進退について問われたが「部屋の打ち上げパーティーに行きます」と直近の予定を伝え、以前高見盛が永谷園のテレビCMに出演していたことを踏まえ「お茶漬けは食べるのか」と聞いた13代鳴戸に「力士の食事はちゃんこです」と真顔で答えた。本人は厳しい親方で知られる13代鳴戸から質問攻めに遭い「問題児扱いされそう」と戸惑いを見せた[46]。
- 現役時代に自身の付き人を務めていた心勇（元幕下、引退後は東関部屋マネージャー）を大切にしており、全幅の信頼を置いているという[47]。発売当時売り切れ続出であったPSPを探し回って買って心勇にプレゼントした。一方で、心勇と2人1部屋のとき、夜中に帰ってきては心勇が寝ているにもかかわらず、音楽をかけたりテレビをつけて爆笑していたりと、マイペースな部分もあった[4]。
- 貴闘力が曙と歩いてるときに、同行していた高見盛の手をつかんで曙の体にぶつけるというイタズラをしたことがあるという。だが高見盛は曙に対する申し訳なさから「この手が、この手が…」と言って血が出るまで地面に手を叩きつけたといい、この生真面目さを見て貴闘力も流石に「冗談できないと思った」と受け止めた[4]。
- 裸眼の視力が0.1で乱視が強く、度が強いメガネをかけている。取組中はほぼ見えていないが対戦相手が見えていれば戦えると語った[48]。
- 大の自転車好きであり、タクシーでの場所入りを除いて東京都内では自転車が主要交通手段であった。付け人の心勇の証言によると、当時部屋が有った墨田区東駒形から秋葉原や御徒町などへ自転車で行くことがままあったといい、推定で年間10000kmは自転車で移動していたとのこと[4]。
- 引退後の2013年3月場所7日目に、大相撲中継の正面ゲスト解説として登場した。
- 部屋の三段目力士・高世（中国出身）は2014年6月30日に高盛に改名。3年前の幕下昇進時に帯を贈られた際業者に誤って「高盛」と刺繍を入れられた。その縁もあり、師匠の東関（元幕内・潮丸）と現在振分を襲名している高見盛の許しを得て1文字もらった。本人は「業者が間違ったときに運命だと思っていた。親方のマネはしないけど、暗い顔せず、明るい力士になる」と誓いを立てた[49]。
- 髷がなくなって久しい2016年、両国国技館における公開形式の取組に2回出場した。1回目は2月7日に行われた大相撲トーナメントにおいて、40回記念大会特別企画の“OB戦”で、立田川（元小結・豊真将）と対戦し寄り切りで勝利。2回目は5月28日に行われた元関脇・若の里（西岩）の引退相撲において、若の里の「最後の取組」の相手に指名される形で対戦し、これには寄り切りで敗れた。上述された「角界のロボコップ」の愛称がつくきっかけとなった独特のしぐさは健在で、館内を大いに盛り上げた。
- 2018年2月11日の第42回日本大相撲トーナメントでは現役時代と比べてもかなりのオーバーアクションで観客を盛り上げた。「お客さんに気合の入っているところを見せないと。どれだけ盛り上がれるのか。見せれるのがプロ」と、ファンサービスのための演出であるとほのめかすようなコメントを残した。体重はこの時点でも120kgをキープしており、同時点では40歳を過ぎても若い衆に胸を出したりOB戦に出場したりするために廻しを締めている模様[50]。
- 2019年8月14日の夏巡業板柳場所では勧進元を務める同郷の元関脇・追風海から「まわしを締めて相撲を取らないか」と打診もあったが断った。「もう自分は力士ではないので。今の力士たちを見てほしいから、自分が目立つというのはあんまりと思い…」と生真面目に話した[51]。
- 国技館では原則として横綱・大関の力士がプロデュースした弁当が販売されるが、高見盛は人気の高い力士だったため、最高位が関脇以下でありながら例外として高見盛のプロデュースした弁当が販売されていた。
- その不器用な性格から、予てより周囲は「お前は他の部屋だったら1年で潰されていたかも」と言っており、本人も「ホント、東関部屋でよかったです」と笑っている[52]。
- ちゃんこ番の経験はあるにはあったが、作ると決まって変な味になったと自認している[53]。
- 2024年4月16日、両国国技館で2024年1月に発生した能登半島地震の復興支援を目的とした勧進大相撲が開かれ、東関はOB戦に出場。現役時代に馴染みであった気合注入パフォーマンスを披露。なお、この時の報道ではスキンヘッド姿になっていた様子が写し出されている[54]。

### 土俵外での出来事
- テレビ出演時などでは、一人称は主に「自分」を使う。
- 2005年の『NHK福祉大相撲』では、大塚愛の「さくらんぼ」、ORANGE RANGEの「花」を歌った。
- また、カラオケが大好きでいつも利用時間を延長してしまうという。
  - しかし、人前で歌うことが苦手なようで、巡業で急遽、相撲甚句を歌うことになった際はわずか15秒で交代させられたこともある。2014年の大みそかに放送されたバラエティ番組『絶対に笑ってはいけない大脱獄24時』では、金八先生を熱演し主題歌も自ら歌い出演者であるダウンタウンらはあまりの音痴ぶりに大爆笑してしまい、何度も罰を受けた。
- 2007年5月1日から、日本経済新聞の夕刊において、本人のインタビュー特集が組まれた。
- 引退直後の評議員会に年寄として出席したが、スーツ上下だけでなくネクタイまで黒一色だったため、先輩親方から「ここ（国技館）は斎場じゃないんだ」と言われて、評議員会終了後違う色のネクタイを何本か買った[2][55]。
- 2017年11月場所9日目の打ち出し後、八角理事長らが所属する高砂一門が、日本相撲協会の2年に1度の理事候補選挙に向けて話し合う大事な会合が、急きょ取りやめとなった。実は会場となる福岡市内の料亭の予約を、幹事役の振分が忘れたことが原因だった。幹事役の会計担当を今年、谷川（元関脇・北勝力）から引き継いだばかりということもあったが、この時日馬富士の暴行問題に角界が揺れていたため「こんな時に酒席の写真が雑誌に載ったら誤解される。ファインプレー」との声も上がった[56]。
- 2021年5月30日に行われた華王錦の断髪式に出席、師匠の12代東関（高見山）と共に記念写真に収まった。12代東関は「人ごとじゃないけど、やっぱりちょっと難しい。（高見盛は）向いていないというのもある。1人だし、奥さんがいれば可能性はあるけど、1人じゃ難しい」と東関部屋消滅について触れたが、「（高見盛は）今が一番幸せだと思う。八角部屋に行って良かったと思う。これから活躍していくと思っている。人はいいから」とねぎらっている[57]。
- 2023年10月5日放送分の『ぽかぽか』では兄弟子だった横綱曙との猛稽古について「ここで言ってもいいのかな。かわいがり（厳しいぶつかり稽古）を食らっていれば、いやでも泣きますよ。きついですから、汗も混ざって。壁まで吹っ飛んだ。すごいパワーでした」と振り返った。次は酔っ払って自動販売機と相撲を取ったエピソードについて「酔っ払って自動販売機にぶつかったら自然と右四つになっていた」と明かした。今まで最高に飲んだことを聞かれると「ジョッキで10杯(ビールのことと思われる)」と答え、うなずく共演者の一方、酒豪で知られる島崎和歌子から「そんなもんですか」と突っ込まれていた[58]。

### プライベート
- 家族は父、母、兄2人。実家はリンゴ園を経営している。
- アイドルの時東ぁみのファンで知られており、彼女から花束をもらったことがある。元AKB48（卒業時点ではHKT48）の指原莉乃のファン[59]。また、モーニング娘。の石田亜佑美や、ももいろクローバーZ（推しは百田夏菜子、一番好きな曲は「行くぜっ！怪盗少女」[60]）のファンでもある。女優の遠藤久美子についても、好きな女性の候補として挙げている。また、アニメソング好きとしても知られる[61]。
- 好きなアニメはガンダムシリーズ。現役時代はシリーズの主題歌をいつもマシントレーニングの時に掛けていた。また、ガンプラの愛好家でもある[62]。2018年2月にバンダイナムコエンターテインメントは、高見盛が『スーパーロボット大戦』に対する愛を語るインタビュー映像を公開した（現在は非公開）[63]。
- 2000年代後半には松坂南との交際が噂されていたが、恋愛関係に至る前に関係が自然消滅した。
- 好きな食べ物は担々麺、松屋の牛めし。嫌いな食べ物は麦ご飯、みそカツ。
- 女性に対しては奥手で、同部屋の潮丸が2007年5月8日に婚約を発表すると、「僕に刺激を下さい」とエールを送られた。

## 略歴
- 弘前実業高校を経て日本大学経済学部を卒業。
- 1999年3月場所 - 幕下付出で初土俵。四股名は本名と同じ加藤 精彦。
- 2000年1月場所 - 十両昇進、四股名を高見盛 精彦に改める。
- 2000年3月場所 - 初めて髷を結う。
- 2000年7月場所 - 新入幕。10勝5敗と二桁勝利を挙げて敢闘賞を受賞。
- 2000年9月場所 - 初めて大銀杏を結って土俵に上がり、念願であった部屋の横綱・曙の土俵入りで露払いを務めたが、3日目の若の里戦で右膝前十字靱帯を断裂し途中休場。
- 2000年11月場所と2001年1月場所を全休し、幕下東筆頭まで番付を落とす。三賞受賞から1年以内に幕下に陥落するのは史上初[64]。
- 2001年11月場所 - 十両に復帰。
- 2002年1月場所 - 12勝3敗の好成績を挙げ、霜鳥との優勝決定戦に出場して、勝利して十両優勝。
- 2002年3月場所 - 幕内に復帰し「気合入れ」を始める。
- 2002年9月場所 - 小結昇進。
- 2003年11月17日 - 日本相撲協会のアンケートで好きな力士1位に選ばれる。
- 2004年7月6日 - 7月場所3日目、同郷の先輩・追風海戦で幕内では初めて「後ろもたれ」の珍しい決まり手で白星をあげる。幕下時代の2001年3月場所5日目には田中に後ろもたれで敗れている。
- 2005年7月場所 - 2003年1月場所以来、15場所ぶりに10勝5敗と二桁勝利をあげる。
- 2005年9月場所 - 途中休場の朝赤龍に代わって横綱・朝青龍の土俵入りで太刀持ちを務めるが、最初の日に太刀を天井にぶつけてしまう。
- 2007年7月場所 - 久々に横綱大関戦が組まれる前頭4枚目に番付を上げ（横綱・朝青龍とは3年ぶりの対戦）、朝青龍・白鵬との対戦が組まれたが、どちらにもあっさり敗れてしまった。この場所は3勝12敗と、11場所ぶりに二桁黒星を喫したが、10日目に大関・魁皇に勝っている。
- 2007年11月場所 - 初日から3連勝と好調であったが、4日目の嘉風戦で足首をケガをし翌日から休場。しかし11日目より再出場し十両陥落を免れる[注釈 11]。
- 2008年3月場所 - 初日から好調であり9日目で皇司を破り勝ち越し[注釈 12]。三賞候補にあがったが千秋楽に敗れ10勝5敗で三賞は見送られた。
- 2011年9月場所 - 十両に陥落。
- 2013年1月場所 - 東十両12枚目の地位で5日目から7連敗して11日目に負け越しが決まった。千秋楽を白星で終えたが、5勝10敗と幕下陥落が決定的になり引退。
- 2020年1月30日、13代東関が2019年12月に死去したため、14代東関を襲名して東関部屋の師匠となった。
- 2021年4月1日 - 東関部屋が閉鎖となり、八角部屋の部屋付き年寄になる。

## 主な成績

### 通算成績
- 通算成績：563勝564敗46休 勝率.499
- 幕内成績：408勝446敗16休 勝率.477
- 現役在位：83場所
- 幕内在位：58場所
- 三役在位：2場所（小結2場所）

### 各段優勝
- 十両優勝：1回（2002年1月場所）

### 三賞・金星
- 三賞：5回
  - 殊勲賞：1回（2003年7月場所）
  - 敢闘賞：2回（2000年7月場所、2003年9月場所）
  - 技能賞：2回（2002年7月場所、2003年3月場所）
- 金星：2個
  - 武蔵丸1個（2003年7月場所）、朝青龍1個（2003年7月場所）

### 場所別成績
| | 一月場所 初場所（東京）  | 三月場所 春場所（大阪） | 五月場所 夏場所（東京） | 七月場所 名古屋場所（愛知） | 九月場所 秋場所（東京） | 十一月場所 九州場所（福岡） |
| --- | ------------------------ | ----------------------- | ----------------------- | --------------------------- | ----------------------- | --------------------------- |
| 1999年 （平成11年） | x                        | 幕下付出60枚目 6–1      | 西幕下32枚目 6–1        | 西幕下13枚目 6–1            | 西幕下3枚目 4–3         | 西幕下2枚目 6–1             |
| 2000年 （平成12年） | 東十両12枚目 7–8         | 東十両13枚目 11–4       | 西十両3枚目 11–4        | 東前頭11枚目 10–5 敢        | 西前頭7枚目 1–3–11      | 東十両2枚目 休場 0–0–15     |
| 2001年 （平成13年） | 東十両2枚目 休場 0–0–15  | 東幕下筆頭 2–5          | 西幕下10枚目 6–1        | 西幕下3枚目 4–3             | 東幕下2枚目 4–3         | 西十両12枚目 10–5           |
| 2002年 （平成14年） | 西十両5枚目 優勝 12–3    | 東前頭13枚目 9–6        | 西前頭6枚目 8–7         | 東前頭2枚目 9–6 技          | 東小結 4–11             | 東前頭4枚目 5–10            |
| 2003年 （平成15年） | 東前頭9枚目 10–5         | 西前頭2枚目 8–7 技      | 西前頭筆頭 6–9          | 西前頭3枚目 9–6 殊★         | 東前頭筆頭 9–6 敢       | 東小結 5–10                 |
| 2004年 （平成16年） | 東前頭3枚目 4–11         | 東前頭8枚目 8–7         | 西前頭4枚目 6–9         | 西前頭7枚目 8–7             | 東前頭7枚目 7–8         | 西前頭7枚目 8–7             |
| 2005年 （平成17年） | 西前頭5枚目 6–9          | 西前頭8枚目 9–6         | 東前頭7枚目 5–10        | 西前頭11枚目 10–5           | 東前頭5枚目 5–10        | 東前頭9枚目 7–8             |
| 2006年 （平成18年） | 東前頭10枚目 7–8         | 西前頭11枚目 7–8        | 東前頭12枚目 8–7        | 西前頭8枚目 7–8             | 東前頭9枚目 7–8         | 東前頭9枚目 10–5            |
| 2007年 （平成19年） | 東前頭5枚目 7–8          | 東前頭6枚目 7–8         | 東前頭7枚目 9–6         | 東前頭4枚目 3–12            | 西前頭9枚目 8–7         | 西前頭8枚目 5–5–5           |
| 2008年 （平成20年） | 東前頭14枚目 8–7         | 西前頭11枚目 10–5       | 東前頭7枚目 7–8         | 東前頭8枚目 6–9             | 西前頭11枚目 6–9        | 東前頭14枚目 10–5           |
| 2009年 （平成21年） | 東前頭5枚目 6–9          | 西前頭7枚目 6–9         | 東前頭12枚目 9–6        | 西前頭4枚目 6–9             | 西前頭7枚目 6–9         | 西前頭11枚目 8–7            |
| 2010年 （平成22年） | 東前頭11枚目 7–8         | 西前頭12枚目 7–8        | 西前頭13枚目 8–7        | 西前頭11枚目 9–6            | 東前頭5枚目 4–11        | 東前頭12枚目 8–7            |
| 2011年 （平成23年） | 東前頭9枚目 6–9          | 八百長問題 により中止   | 東前頭15枚目 7–8        | 東前頭14枚目 3–12           | 西十両7枚目 6–9         | 西十両10枚目 9–6            |
| 2012年 （平成24年） | 西十両6枚目 7–8          | 東十両8枚目 8–7         | 東十両6枚目 7–8         | 西十両6枚目 5–10            | 東十両8枚目 7–8         | 東十両9枚目 6–9             |
| 2013年 （平成25年） | 東十両12枚目 引退 5–10–0 | x                       | x                       | x                           | x                       | x                           |
| 各欄の数字は、「勝ち-負け-休場」を示す。 優勝 引退 休場 十両 幕下 三賞：敢=敢闘賞、殊=殊勲賞、技=技能賞 その他：★=金星 番付階級：幕内 - 十両 - 幕下 - 三段目 - 序二段 - 序ノ口 幕内序列：横綱 - 大関 - 関脇 - 小結 - 前頭（「#数字」は各位内の序列） |                          |                         |                         |                             |                         |                             |

### 幕内対戦成績
| 力士名   | 勝数 | 負数 | 力士名   | 勝数 | 負数 | 力士名   | 勝数 | 負数 | 力士名   | 勝数 | 負数  |
| -------- | ---- | ---- | -------- | ---- | ---- | -------- | ---- | ---- | -------- | ---- | ----- |
| 安芸乃島 | 2    | 0    | 朝青龍   | 1    | 10   | 朝赤龍   | 11   | 7    | 朝乃若   | 1    | 0     |
| 安壮富士 | 1    | 0    | 安美錦   | 5    | 13   | 阿覧     | 1    | 4    | 岩木山   | 7(1) | 14    |
| 皇司     | 5    | 1    | 大碇     | 1    | 0    | 小城錦   | 1    | 0    | 隠岐の海 | 1    | 2     |
| 魁皇     | 3(1) | 6    | 魁聖     | 0    | 1    | 海鵬     | 8    | 5    | 臥牙丸   | 2    | 1     |
| 垣添     | 13   | 7    | 鶴竜     | 5    | 2    | 春日王   | 10   | 4    | 春日錦   | 4    | 3     |
| 片山     | 2    | 0    | 稀勢の里 | 2    | 4    | 北桜     | 1    | 1    | 北太樹   | 1    | 3     |
| 木村山   | 5    | 3    | 旭鷲山   | 9    | 3    | 旭天鵬   | 5    | 15   | 清瀬海   | 1    | 0     |
| 金開山   | 2    | 1    | 豪栄道   | 0    | 8    | 光龍     | 2    | 2    | 五城楼   | 2    | 0     |
| 黒海     | 12   | 12   | 琴欧洲   | 0    | 6    | 琴春日   | 0    | 1    | 琴奨菊   | 5    | 6     |
| 琴ノ若   | 5    | 6(1) | 琴光喜   | 3    | 7    | 琴龍     | 3    | 3    | 磋牙司   | 1    | 1     |
| 敷島     | 1    | 0    | 霜鳳     | 7    | 10   | 十文字   | 2    | 5    | 駿傑     | 0    | 1     |
| 翔天狼   | 5    | 4    | 戦闘竜   | 1    | 0    | 蒼国来   | 0    | 2    | 大善     | 1    | 2     |
| 大道     | 1    | 0    | 貴闘力   | 1    | 1    | 貴ノ浪   | 3    | 3    | 貴乃花   | 0    | 1     |
| 隆乃若   | 5    | 5    | 髙安     | 0    | 1    | 宝富士   | 0    | 1    | 豪風     | 10   | 12    |
| 玉飛鳥   | 1    | 0    | 玉春日   | 9    | 2    | 玉乃島   | 14   | 8    | 玉力道   | 0    | 1     |
| 玉鷲     | 2    | 2    | 千代大海 | 3    | 9    | 千代天山 | 0    | 1    | 千代白鵬 | 2    | 1     |
| 出島     | 7    | 9    | 闘牙     | 4    | 1    | 時津海   | 9    | 4    | 時天空   | 9    | 10    |
| 德瀬川   | 1    | 2    | 土佐ノ海 | 14   | 7    | 土佐豊   | 6    | 3    | 栃東     | 3    | 7     |
| 栃煌山   | 3    | 9    | 栃栄     | 6(1) | 0    | 栃ノ心   | 4    | 1    | 栃乃洋   | 18   | 10    |
| 栃乃花   | 5    | 2    | 栃乃若   | 0    | 2    | 豊桜     | 5    | 3    | 豊ノ島   | 7    | 9     |
| 豊響     | 4    | 7    | 鳥羽の山 | 1(1) | 0    | 白馬     | 0    | 4    | 白鵬     | 1    | 5     |
| 白露山   | 5    | 2    | 濵錦     | 1    | 0    | 追風海   | 3    | 1    | 把瑠都   | 0    | 5     |
| 日馬富士 | 4    | 3    | 富士東   | 0    | 1    | 武州山   | 3    | 4    | 普天王   | 5    | 10    |
| 武雄山   | 7    | 1    | 寶智山   | 0    | 2    | 豊真将   | 4    | 6    | 北勝力   | 14   | 10(1) |
| 将司     | 0    | 3    | 雅山     | 10   | 15   | 武蔵丸   | 1    | 4    | 武双山   | 3    | 5     |
| 猛虎浪   | 5    | 3    | 山本山   | 0    | 1    | 嘉風     | 4    | 8    | 龍皇     | 1    | 1     |
| 露鵬     | 5    | 7    | 若荒雄   | 1    | 1    | 若兎馬   | 1    | 0    | 若の里   | 4    | 21    |
| 若ノ鵬   | 1    | 0    | 和歌乃山 | 3    | 0    |          |      |      |          |      |       |

（カッコ内は勝数、負数の中に占める不戦勝、不戦敗の数。）

## 改名歴

### 力士
- 加藤 精彦（かとう せいけん）1999年3月場所 - 1999年11月場所
- 高見盛 精彦（たかみさかり - ）2000年1月場所 - 2013年1月場所

### 年寄
- 振分 精彦（ふりわけ せいけん）2013年1月27日 - 2020年1月29日
- 東関 大五郎（あずまぜき だいごろう）2020年1月30日 - 2021年6月20日
- 東関 精彦（ - せいけん）2021年6月21日 -

## 主なメディア出演

### CM出演
- アサヒビール 「アサヒ本生」（風呂焚き篇）（2003年）※江口洋介と共演
- 永谷園
  - 「お茶漬け海苔」（2004年頃）
    - 「お茶漬けの日キャンペーン」（お嫁さん篇※熊田聖亜と共演、夢茶づけ篇）（2013年）[65]
    - 「誓いのお茶づけ篇」「披露宴（冷やし）篇」「ご縁があるねキャンペーンご縁祈願篇」（2013年）※高橋優子（空手家）と共演

  - 「わさび茶づけ」（2007年）※佐藤ありさと共演
  - 「カレーふりかけ」（2009年）※熊田聖亜らと共演
  - 「ちからシリーズ」[66]
    - 「ダンス篇」「なわとび篇」※宮下純一と共演

  - 「そうらーめん」[67]
    - 「豆力士とそうらーめん」篇
- 日本盛 「晩酌2ℓ」（2005年）
- ANA 「エコ割」（塩と相撲篇）（2006年）※白露山、把瑠都らと共に出演
- サントリー「ボス レインボーマウンテンブレンド」（大相撲篇）（2013年）※トミー・リー・ジョーンズと共演[68]
- バンダイナムコエンターテインメント 「スーパーロボット大戦X」（2018年）※TVCM・WebCM兼任

### その他
- 石ちゃん&振分親方のご当地グルメとりわけ旅（テレビ朝日・『サンデープレゼント』枠で、2014年2月23日以降不定期特番として放送）
- 中居正広の金曜日のスマたちへ（TBS・2013年4月12日放映、ゲスト出演）
- run for money 逃走中（フジテレビ・2014年4月6日放映、ゲスト出演）
- ダウンタウンのガキの使いやあらへんで!! クイズ・振分親方の100のこと（日本テレビ・2014年6月29日放映、ゲスト出演）
- ダウンタウンのガキの使いやあらへんで!! 大晦日年越しスペシャル・絶対に笑ってはいけない大脱獄24時（日本テレビ・2014年12月31日放映、ゲスト出演）
- 白熱ライブ ビビット（TBS・水曜日、噂の沿線ヨダレピシ）

## 書籍
- 『愚直に、一途に―高見盛の生き方』（2004年6月、東邦出版）※綾川吾郎著。
- 『相撲』2013年6月号増刊『大相撲 愛された男 高見盛伝説』 - 学生相撲出身の元力士を中心とした証言に基づく高見盛の爆笑エピソードを揃えたムックであり、かなり砕けた内容になっている。
- 『弱虫ロボコップ「もう一日がんばる」勇気』 元小結 高見盛 振分精彦 （2013年6月、日本文芸社）※本人名義

## DVD
- 『気合い120%!!「高見盛」パフォーマンス誕生秘話』（2004年6月、日本ソフトサービス（プロジェクト-T））※日本相撲協会の協力のもと、製作。